# Jazeh Tabatabai
Jazeh Tabatabai (* 1931 in Teheran; † 9. Februar 2008 ebenda) war ein iranischer Künstler der Avantgarde. Neben der Malerei betätigte er sich auf dem Feld der Bildhauerei, Dichtung und Dramatik. Er studierte an der Fakultät der Schönen Künste der Universität Teheran (Abschluss 1960). Später gründete und leitete er die Modern Art Gallery in Teheran. Seine Werke sind unter anderem im Louvre, Paris und Metropolitan Museum, New York zu sehen. Er gewann mehr als 10 internationale Preise.

## Ausstellungen
- Teheran Biennalen I, II, III, IV und V; Einzelausstellungen in Beirut, Wien, Frankfurt am Main, London, Madrid, Barcelona, Tokyo und Teheran[2]

- Weitere Ausstellungen weltweit unter anderem in Paris, São Paulo und Venedig[3]